# Fjällmossens naturreservat
Fjällmossens naturreservat ligger i Kolmården på gränsen mellan Norrköpings kommun och Nyköpings kommun.
Naturreservatet består formellt av två angränsande reservat på varsin sida av länsgränsen, Fjällmossens naturreservat (del i Södermanlands län) och Fjällmossens naturreservat (del i Östergötlands län). Reservaten omfattar tillsammans 828 ha, där 516 ha ligger i Norrköpings kommun och 312 ha i Nyköpings kommun.   Området är dessutom ett Natura 2000-område som omfattar 774 ha. 

## Beskrivning
Till största delen består området av myrmarker som är öppna eller sparsamt bevuxna med skog. Det finns en rad olika myrtyper i reservatet, exempelvis öblandmyr, men mosse och topogena kärr är vanligast. Runt myrmarkerna växer mest tall- och granskog.
Berggrunden består av röda gnejser som tillsammans med morän bildar holmar i våtmarken. På holmarna växer hällmarkstallskog som i vissa fall är 300-400 år gammal. Sjöarna Stora göljen och Lilla göljen ligger helt respektive delvis inom reservatet, i väster gränsar dessutom reservatet till Lövsjön.

## Vegetation
Vegetationen består främst av fattigkärrvegetation med både fastmatte- och mjukmattesamhällen. Vid vattensamlingar finns också ofta lösbottensamhällen. I området växer dessutom den rödlistade och ovanliga orkidén mossnycklar. Partierna med mosse är av typen tallrismosse. Här växer en gles och lågvuxen tallskog med en undervegetationen som främst består av skvattram, ljung, odon, lingon och kråkris. Ofta förekommer också hjortron, rosling och tranbär.

## Fauna
Området har en rik fågelfauna och är viktigt som häcknings- och rastplats. Vid en inventering år 1979 noterades 131 fågelarter. Storspov, skogssnäppa, rödbena, grönbena, trädpiplärka och ängspiplärka är typiska myrfåglar som har observerats. Trana häckar på myren och här spelar också Orre och Tjäder. Rovfåglar såsom fiskgjuse, ormvråk, bivråk, duvhök, fjällvråk och sparvhök observeras regelbundet.

## Torvbrytning och restaurering
Torvbrytning har skett vid två områden på mossen. Tillsammans med dikning har det påverkat hydrologin i området vilket bland annat har lett till igenväxning. Genom att fylla igen diken och bygga dämmen har man försökt återställa mossens ursprungliga hydrologi. 

## Kulturhistoria och friluftsliv
Det finns få kulturhistoriska lämningar i området, i princip endast spår efter kolning och tjärbränning. Utanför reservatets sydöstra gräns ligger Pigans plågosten. Enligt sägnen blev en piga jagad av vargar och lyckades då söka skydd på denna sten.
Det finns vandringsleder, vindskydd, dass och grillplatser anlagda inom reservatet. 
Dessutom går Sörmlandsleden genom reservatet. 

## Bilder

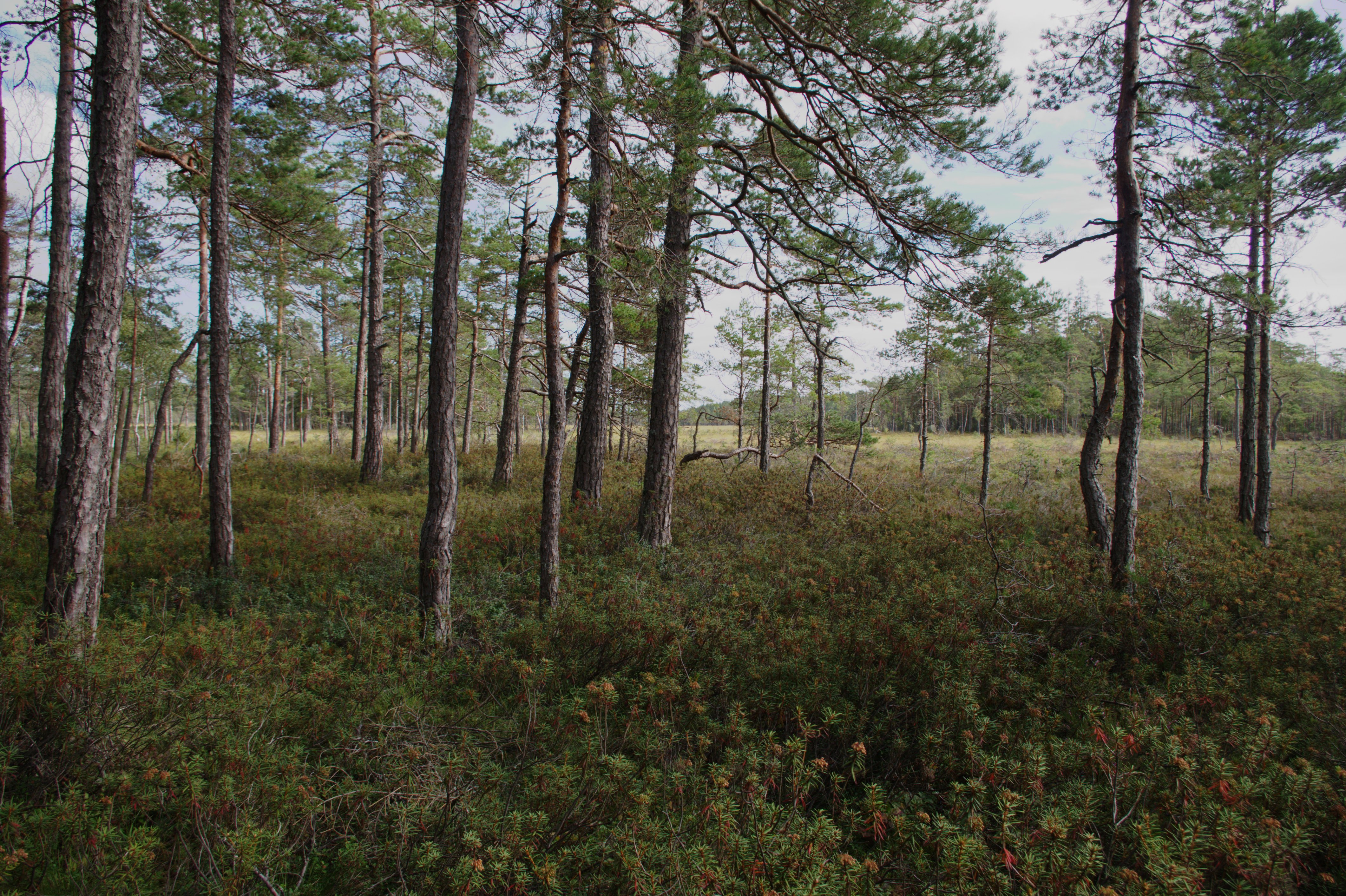
Tall och skvattram är vanligt förekommande.
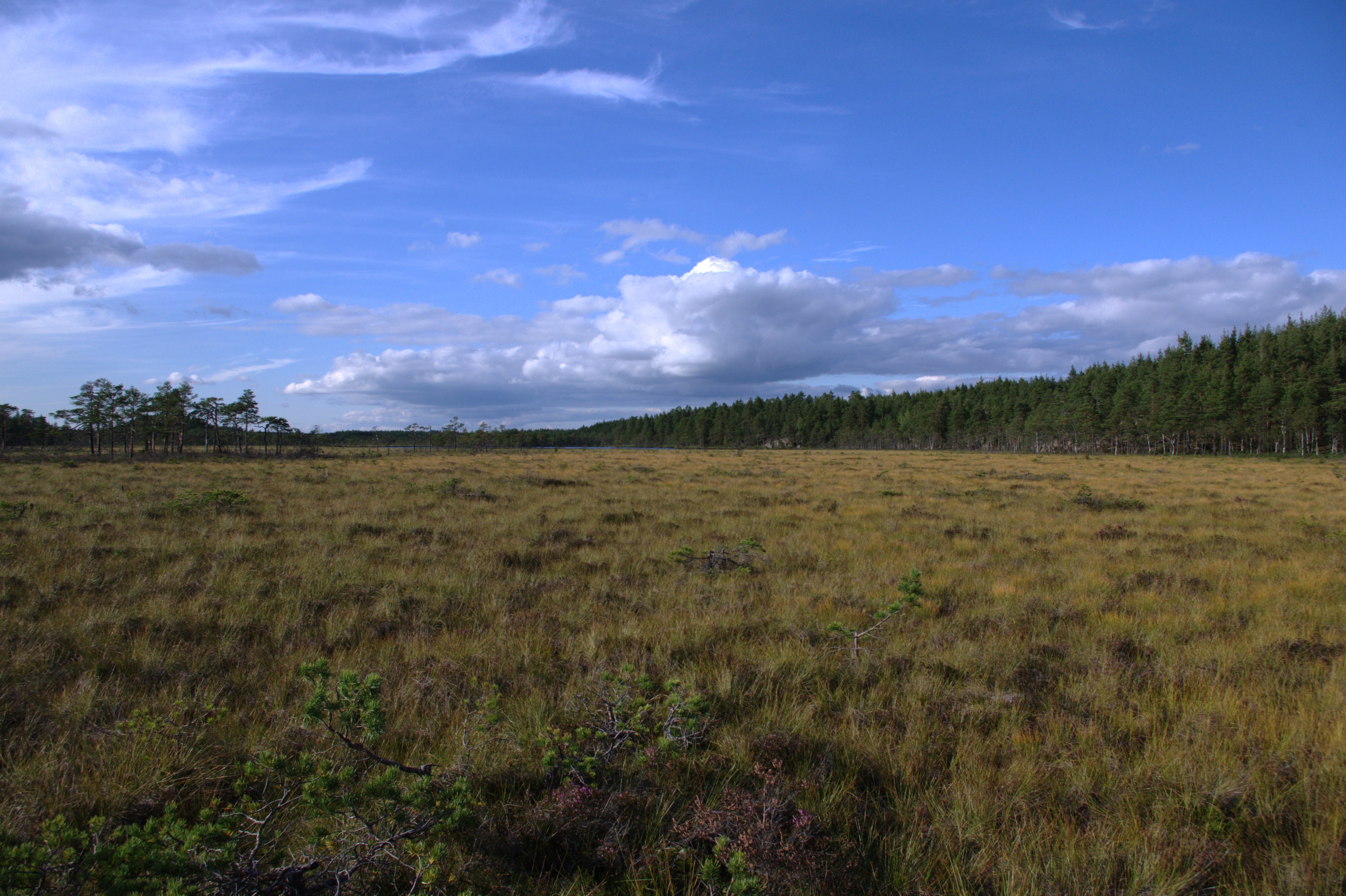
Öppna vyer. Vid horisonten skymtar Stora göljen.
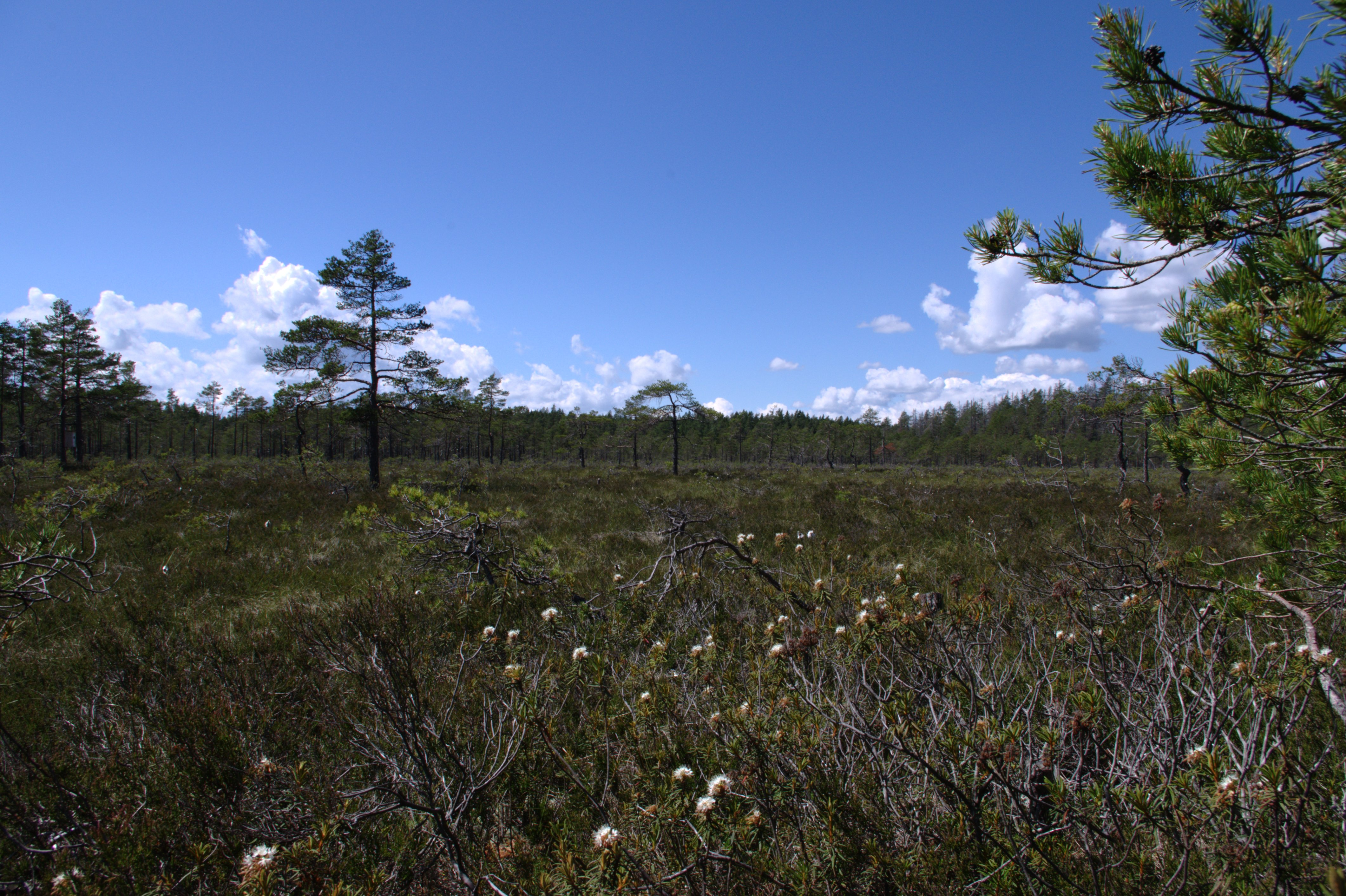
Fjällmossen i slutet  av juni 2015.
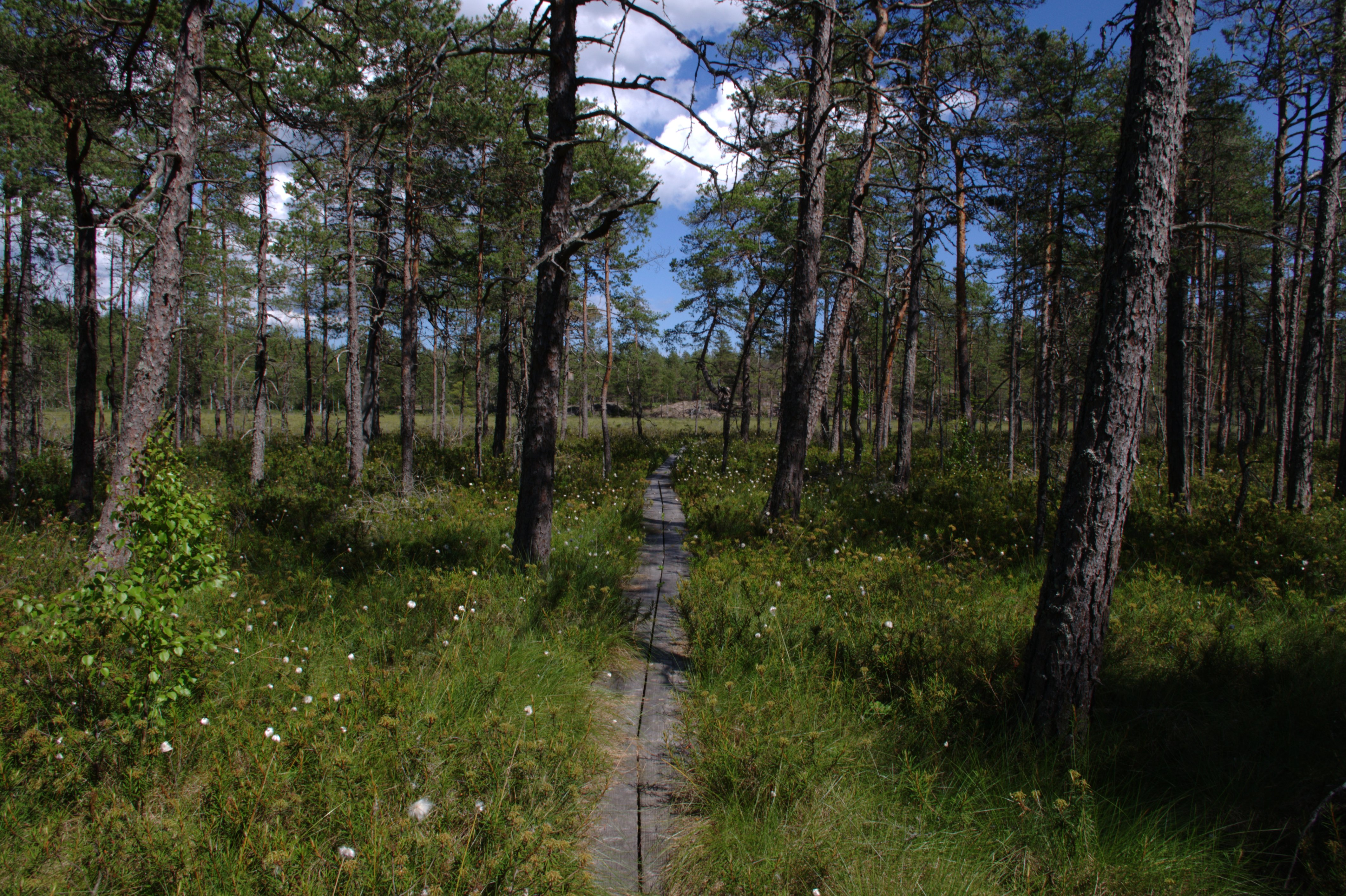
Spänger är utlagda längsmed vandringslederna.

## Övrigt
- Reservaten bildades 1999.
- Markägare av reservatet som ligger i Norrköpings kommun är Naturvårdsverket.
- Markägare av reservatet som ligger i Nyköpings kommun är Jönåkers häradsallmänning samt Holmen.